# Peter Powell
Peter Powell (...) è un paroliere e traduttore statunitense.
Autore di vari brani ma anche traduttore di canzoni in inglese. Si ricordano in particolare, nel 1977 i testi tradotti in inglese per Lucio Battisti dall'album Images pubblicato per la casa discografica RCA Victor. I brani inizialmente furono tradotti da Marva Jan Marrow, ma su iniziativa di Mogol furono sostituiti con quelli di Powell. Nel 2012 la sua versione di To Feel in Love, versione inglese di Amarsi un po' canzone scritta per il testo da Mogol e per la musica da Lucio Battisti, viene portata al Festival di Sanremo 2012. Il brano viene diretto dal maestro Enrico Melozzi con arrangiamenti di Noemi e Melozzi; il brano viene proposto in versione duetto: ad interpretarlo nella serata dei duetti internazionali Noemi e Sarah Jane Morris.

## Principali testi tradotti
- To Feel in Love (brano originale: Amarsi un po')
- A Song to Feel Alive (brano originale: Il mio canto libero)
- The Only Thing I've Lost (brano originale: Ho un anno di più)
- Keep on Cruising (brano originale: Sì, viaggiare)
- The Sun Song (brano originale: La canzone del sole)
- There's Never Been a Moment (brano originale: Neanche un minuto di "non amore")
- Only (brano originale: Soli)